# Unión Patriótica (Liechtenstein)
La Unión Patriótica (Vaterländische Union en alemán) es un partido político del Principado de Liechtenstein y es de ideología conservadora-liberal. Está dirigido por Thomas Zwiefelhofer y cuenta con 10 miembros en el Landtag de Liechtenstein. La primera ministra, Brigitte Haas, es miembro de la Unión Patriótica.

## Historia
La Unión Patriótica fue fundada en 1918 por democristianos y disidentes del Partido Popular de Liechtenstein. Abogó en 1936 por mayores derechos democráticos del pueblo y la seguridad social. Sus objetivos actuales están comprometidos con los principios de la libertad, la sostenibilidad y la solidaridad. El partido contó con la mayoría de escaños en el Parlamento de Liechtenstein desde 1970 al 2001.

## Resultados electorales

### Landtag de Liechtenstein
| Año        | Votos       | %     | Resultado | +/-         | Gobierno            |
| ---------- | ----------- | ----- | --------- | ----------- | ------------------- |
| 1936       |             |       | 4/15      | 2a          | Oposición           |
| 1939       |             |       | 7/15      | 3           | Oposición           |
| 1945       | 1.285 (2º)  | 45,28 | 7/15      | Sin cambios | Oposición           |
| 1949       | 1.285 (2º)  | 47,07 | 7/15      | Sin cambios | Oposición           |
| 1953 (feb) | 1.229 (2º)  | 42,60 | 7/15      | Sin cambios | Oposición           |
| 1953 (jun) | 1.541 (2º)  | 49,57 | 7/15      | Sin cambios | Oposición           |
| 1957       | 1.537 (2º)  | 47,64 | 7/15      | Sin cambios | Oposición           |
| 1958       | 1.537 (2º)  | 45,53 | 6/15      | 1           | Oposición           |
| 1962       | 1.448 (2º)  | 42,73 | 7/15      | 1           | Oposición           |
| 1966       | 1.581 (2º)  | 42,79 | 7/15      | Sin cambios | Oposición           |
| 1970       | 2.008 (1º)  | 49,57 | 8/15      | 1           | Gobierno en mayoría |
| 1974       | 16.356 (2º) | 47,26 | 7/15      | 1           | Oposición           |
| 1978       | 18.244 (2º) | 49,15 | 8/15      | 1           | Gobierno en mayoría |
| 1982       | 20.997 (1º) | 53,47 | 8/15      | Sin cambios | Gobierno en mayoría |
| 1986       | 46.793 (1º) | 50,19 | 8/15      | Sin cambios | Gobierno en mayoría |
| 1989       | 75.417 (1º) | 47,15 | 13/25     | 5           | Gobierno en mayoría |
| 1993 (feb) | 73.217 (1º) | 45,43 | 11/25     | 2           | Coalición           |
| 1993 (oct) | 78.898 (1º) | 50,12 | 13/25     | 2           | Gobierno en mayoría |
| 1997       | 82.786 (1º) | 49,43 | 13/25     | Sin cambios | Gobierno en mayoría |
| 2001       | 76.402 (2º) | 41,35 | 11/25     | 2           | Oposición           |
| 2005       | 74.162 (2º) | 38,23 | 10/25     | 1           | Coalición           |
| 2009       | 95.219 (1º) | 47,60 | 13/25     | 3           | Gobierno en mayoría |
| 2013       | 65.119 (2º) | 33,50 | 8/25      | 5           | Coalición           |
| 2017       | 65.742 (2º) | 33,70 | 8/25      | Sin cambios | Coalición           |
| 2021       | 72.409 (1º) | 35,89 | 10/25     | 2           | Coalición           |
| 2025       | 79.478 (1º) | 38,30 | 10/25     | Sin cambios |                     |

a Respecto al resultado del Partido Popular Social-Cristiano en 1932.

## Literatura
- R. Quaderer, A. Brunhart: Die Schlossabmachungen vom September 1920